# Dreiband-Europameisterschaft für Nationalmannschaften 2011

Logo CEB (ausrichtender Verband)

Die Dreiband-Europameisterschaft für Nationalmannschaften 2011 war die 10. Auflage dieses Turniers, dass in der Billardvariante Dreiband ausgetragen wurde. Sie fand vom 3. bis zum 6. November 2011 in Saint-Brévin statt.

## Spielmodus
Es nahmen 20 Mannschaften an dieser EM teil. Es gab zwei Gruppenphasen, einmal Vorrunde mit vier Gruppen à drei Mannschaften und einmal eine Hauptgruppe mit vier Gruppen. In der Vorrunde qualifizierten sich die Gruppensieger für die Hauptgruppe. In der Hauptgruppe spielten die Gruppensieger und die Gruppenzweiten in der KO-Phase den Titel aus. Die Partiedistanz betrug 30 Punkte in den Gruppenphasen und 40 Punkte in der KO-Phase.
Bei Punktegleichstand wird wie folgt gewertet:
1. Matchpunkte (MP)
2. Partiepunkte (PP)
3. Mannschafts-Generaldurchschnitt (MGD)

## Turnierkommentar
Zum ersten Mal gewann Frankreich die europäische Team-EM vor Belgien A und Österreich und der Türkei, die beide Dritter wurden.

## Teilnehmende Nationen
| Nation       | Spieler 1         | Spieler 2            | Spieler 3    |
| ------------ | ----------------- | -------------------- | ------------ |
| Belgien A    | Eddy Merckx       | Eddy Leppens         |              |
| Dänemark     | Thomas Andersen   | Lars Dunch           |              |
| Niederlande  | Dick Jaspers      | Raimond Burgman      |              |
| Italien      | Emilio Sciacca    | Francesco Orlando    |              |
| Türkei       | Tayfun Taşdemir   | Lütfi Çenet          |              |
| Deutschland  | Christian Rudolph | Ronny Lindemann      | Markus Dömer |
| Spanien      | Daniel Sánchez    | Rubén Legazpi        |              |
| Österreich   | Andreas Efler     | Herbert Szivacz      |              |
| Tschechien   | Ivo Gazdos        | Martin Bohac         |              |
| Schweiz      | René Hendriksen   | Torsten Danielsson   |              |
| Schweden     | Michael Nilsson   | David Pennör         |              |
| Frankreich A | Jérémy Bury       | Jérôme Barbeillon    |              |
| Ägypten      | Sameh Sidhom      | Ihab El Messery      |              |
| Montenegro   | Danilo Brajovic   | Vuk Brajovic         |              |
| Portugal     | Rui Manuel Costa  | João Pedro Ferreira  |              |
| Kroatien     | Slobodan Soro     | Nadir Paulovic       |              |
| Luxemburg    | Ramon Hamm        | Bryan Tempelers      |              |
| Finnland     | Jussi Tyrkkö      | Johannes Kauhanen    |              |
| Belgien B    | Frédéric Caudron  | Peter de Backer      |              |
| Frankreich B | Pierre Soumagne   | Cedric Melnytschenko |              |

## Finalrunde

### Vorrunde
| Platz | Nation     | MP  | PP  | Pkte | Aufn | MGD   | BMD   | BED   | HS |
| ----- | ---------- | --- | --- | ---- | ---- | ----- | ----- | ----- | -- |
| 1     | Portugal   | 3:1 | 6:2 | 118  | 134  | 0,880 | 0,892 | 1,153 | 8  |
| 2     | Montenegro | 2:2 | 4:4 | 85   | 169  | 0,502 | 0,636 | 0,857 | 5  |
| 3     | Kroatien   | 1:3 | 2:6 | 96   | 169  | 0,568 | 0,588 | 0,833 | 5  |

| Platz | Nation     | MP  | PP  | Pkte | Aufn | MGD   | BMD   | BED   | HS |
| ----- | ---------- | --- | --- | ---- | ---- | ----- | ----- | ----- | -- |
| 1     | Tschechien | 3:1 | 6:2 | 118  | 105  | 1,123 | 1,137 | 1,764 | 10 |
| 2     | Schweiz    | 3:1 | 6:2 | 102  | 109  | 0,935 | 1,016 | 1,111 | 11 |
| 3     | Finnland   | 0:4 | 0:8 | 50   | 111  | 0,450 | -     | -     | 3  |

| Platz | Nation    | MP  | PP  | Pkte | Aufn | MGD   | BMD   | BED   | HS |
| ----- | --------- | --- | --- | ---- | ---- | ----- | ----- | ----- | -- |
| 1     | Belgien B | 3:1 | 6:2 | 114  | 77   | 1,480 | 1,578 | 2,000 | 9  |
| 2     | Schweden  | 3:1 | 6:2 | 105  | 104  | 1,009 | 1,153 | 1,875 | 7  |
| 3     | Luxemburg | 0:4 | 0:8 | 49   | 102  | 0,480 | -     | -     | 4  |

| Platz | Nation       | MP  | PP  | Pkte | Aufn | MGD   | BMD   | BED   | HS |
| ----- | ------------ | --- | --- | ---- | ---- | ----- | ----- | ----- | -- |
| 1     | Ägypten      | 3:1 | 6:2 | 115  | 107  | 1,074 | 1,200 | 1,500 | 9  |
| 2     | Italien      | 2:2 | 4:4 | 105  | 108  | 0,972 | 1,034 | 1,153 | 8  |
| 3     | Frankreich B | 1:3 | 2:6 | 97   | 113  | 0,858 | 0,857 | 0,857 | 6  |

### Hauptrunde
| Platz | Nation       | MP  | PP  | Pkte | Aufn | MGD   | BMD   | BED   | HS |
| ----- | ------------ | --- | --- | ---- | ---- | ----- | ----- | ----- | -- |
| 1     | Belgien A    | 4:0 | 8:0 | 120  | 59   | 2,033 | 2,307 | 2,727 | 9  |
| 2     | Frankreich A | 2:2 | 4:4 | 95   | 64   | 1,484 | 1,538 | 2,000 | 15 |
| 3     | Tschechien   | 0:4 | 0:8 | 72   | 72   | 1,000 | -     | -     | 5  |

| Platz | Nation      | MP  | PP  | Pkte | Aufn | MGD   | BMD   | BED   | HS |
| ----- | ----------- | --- | --- | ---- | ---- | ----- | ----- | ----- | -- |
| 1     | Belgien B   | 3:1 | 6:2 | 102  | 52   | 1,961 | 2,000 | 3,000 | 9  |
| 2     | Türkei      | 2:2 | 4:4 | 108  | 52   | 2,076 | 2,666 | 2,727 | 7  |
| 3     | Niederlande | 1:3 | 2:6 | 88   | 61   | 1,442 | 1,838 | 2,000 | 10 |

| Platz | Nation      | MP  | PP  | Pkte | Aufn | MGD   | BMD   | BED   | HS |
| ----- | ----------- | --- | --- | ---- | ---- | ----- | ----- | ----- | -- |
| 1     | Dänemark    | 3:1 | 6:2 | 109  | 78   | 1,397 | 1,500 | 1,578 | 10 |
| 2     | Deutschland | 2:2 | 4:4 | 102  | 81   | 1,259 | 1,463 | 1,875 | 6  |
| 3     | Ägypten     | 1:3 | 2:6 | 91   | 78   | 1,166 | 1,210 | 1,500 | 9  |

| Platz | Nation     | MP  | PP  | Pkte | Aufn | MGD   | BMD   | BED   | HS |
| ----- | ---------- | --- | --- | ---- | ---- | ----- | ----- | ----- | -- |
| 1     | Spanien    | 3:1 | 6:2 | 116  | 91   | 1,274 | 1,621 | 1,666 | 10 |
| 2     | Österreich | 3:1 | 6:2 | 119  | 107  | 1,112 | 1,113 | 1,363 | 7  |
| 3     | Portugal   | 0:4 | 0:8 | 93   | 89   | 1,044 | -     | -     | 8  |

### KO-Runde
In der Finalrunde wurde bis 40 Punkte gespielt.

|  | Viertelfinale 40 Punkte | Viertelfinale 40 Punkte |               |               | Halbfinale 40 Punkte | Halbfinale 40 Punkte |  |  | Finale 40 Punkte | Finale 40 Punkte |
|  |                         |                         |               |               |                      |                      |  |  |                  |                  |
|  | Belgien A               | 2:0/4:0/1,600           |               |               |                      |                      |  |  |                  |                  |
|  | Deutschland             | 0:2/0:4/1,204           |               |               |                      |                      |  |  |                  |                  |
|  | Deutschland             | 0:2/0:4/1,204           | Belgien A     | 2:0/4:0/2,580 |                      |                      |  |  |                  |                  |
|  |                         |                         | Belgien A     | 2:0/4:0/2,580 |                      |                      |  |  |                  |                  |
|  |                         | Türkei                  | 0:2/0:4/2,413 |               |                      |                      |  |  |                  |                  |
|  | Spanien                 | Türkei                  | 0:2/0:4/2,413 | 1:1/2:2/1,431 |                      |                      |  |  |                  |                  |
|  | Spanien                 |                         |               | 1:1/2:2/1,431 |                      |                      |  |  |                  |                  |
|  | Türkei                  | 1:1/2:2/1,659           |               |               |                      |                      |  |  |                  |                  |
|  |                         |                         | Belgien A     | 0:2/0:2/1,326 |                      |                      |  |  |                  |                  |
|  |                         | Frankreich A            | 2:0/2:0/1,688 |               |                      |                      |  |  |                  |                  |
|  | Dänemark                | 0:2/0:4/1,369           |               |               |                      |                      |  |  |                  |                  |
|  | Österreich              | 2:0/4:0/1,739           |               |               |                      |                      |  |  |                  |                  |
|  | Österreich              | 2:0/4:0/1,739           | Österreich    | 1:1/2:2/1,318 |                      |                      |  |  |                  |                  |
|  |                         |                         | Österreich    | 1:1/2:2/1,318 |                      |                      |  |  |                  |                  |
|  |                         | Frankreich A            | 1:1/2:2/1,581 |               |                      |                      |  |  |                  |                  |
|  | Belgien B               | Frankreich A            | 1:1/2:2/1,581 | 0:2/0:4/1,354 |                      |                      |  |  |                  |                  |
|  | Belgien B               |                         |               | 0:2/0:4/1,354 |                      |                      |  |  |                  |                  |
|  | Frankreich A            | 2:0/4:0/1,666           |               |               |                      |                      |  |  |                  |                  |

### Abschlusstabelle Finalrunde
| MP    | Match Punkte (Sieger = 2; Unentschieden = 1; Verlierer = 0) |
| SV    | Satzverhältnis (nur bei Turnieren im Satzsystem)            |
| Pkte. | Erzielte Karambolagen                                       |
| Aufn. | benötigte Aufnahmen                                         |
| GD    | Generaldurchschnitt                                         |
| MGD   | Mannschafts-Generaldurchschnitt                             |
| BED   | Bester Einzeldurchschnitt eines Spielers                    |
| BEMD  | Bester Einzeldurchschnitt einer Mannschaft                  |
| BSD   | Bester Satzdurchschnitt eines Spielers                      |
| HS    | Höchstserie                                                 |
| WRP   | Weltranglistenpunkte                                        |

| Phase           | Platz | Nation       | MP  | PP   | Pkte | Aufn | MGD   | BMD   | BGD   | BED   | HS |
| --------------- | ----- | ------------ | --- | ---- | ---- | ---- | ----- | ----- | ----- | ----- | -- |
| Finale          | 1     | Frankreich A | 7:5 | 12:6 | 319  | 200  | 1,595 | 1,666 | 1,866 | 2,222 | 18 |
| Finale          | 2     | Belgien A    | 8:2 | 16:2 | 341  | 186  | 1,833 | 2,580 | 1,887 | 3,076 | 11 |
| Halb- finale    | 3     | Österreich   | 6:2 | 12:4 | 257  | 197  | 1,304 | 1,739 | 1,323 | 2,000 | 10 |
| Halb- finale    | 3     | Türkei       | 3:5 | 6:10 | 251  | 125  | 2,008 | 2,666 | 2,123 | 2,727 | 13 |
| Viertel- finale | 5     | Spanien      | 4:2 | 8:4  | 179  | 135  | 1,325 | 1,621 | 1,371 | 1,666 | 10 |
| Viertel- finale | 6     | Belgien B    | 6:4 | 12:8 | 281  | 177  | 1,587 | 2,000 | 2,130 | 3,000 | 9  |
| Viertel- finale | 7     | Dänemark     | 3:3 | 6:6  | 172  | 124  | 1,387 | 1,500 | 1,423 | 1,578 | 10 |
| Viertel- finale | 8     | Deutschland  | 2:4 | 4:8  | 161  | 130  | 1,238 | 1,463 | 1,362 | 1,875 | 6  |
| Gruppen- phase  | 9     | Niederlande  | 1:3 | 2:6  | 88   | 61   | 1,442 | 1,838 | 1,920 | 2,000 | 10 |
| Gruppen- phase  | 10    | Ägypten      | 4:4 | 8:8  | 206  | 185  | 1,113 | 1,210 | 1,397 | 1,500 | 9  |
| Gruppen- phase  | 11    | Portugal     | 3:5 | 6:10 | 211  | 223  | 0,946 | 0,892 | 1,163 | 1,317 | 8  |
| Gruppen- phase  | 12    | Tschechien   | 3:5 | 6:10 | 190  | 177  | 1,073 | 1,137 | 1,287 | 1,764 | 10 |
| Gruppen- phase  | 13    | Schweden     | 3:1 | 6:2  | 105  | 104  | 1,009 | 1,153 | 1,395 | 1,875 | 7  |
| Gruppen- phase  | 14    | Schweiz      | 3:1 | 6:2  | 102  | 109  | 0,935 | 1,016 | 0,976 | 1,111 | 11 |
| Gruppen- phase  | 15    | Italien      | 2:2 | 4:4  | 105  | 108  | 0,972 | 1,034 | 1,086 | 1,153 | 8  |
| Gruppen- phase  | 16    | Montenegro   | 2:2 | 4:4  | 85   | 169  | 0,502 | 0,636 | 0,588 | 0,857 | 5  |
| Gruppen- phase  | 17    | Frankreich B | 1:3 | 2:6  | 97   | 113  | 0,858 | 0,857 | 0,880 | 0,857 | 6  |
| Gruppen- phase  | 18    | Kroatien     | 1:3 | 2:6  | 96   | 169  | 0,568 | 0,588 | 0,688 | 0,833 | 5  |
| Gruppen- phase  | 19    | Luxemburg    | 0:4 | 0:8  | 49   | 102  | 0,480 | -     | 0,500 | -     | 4  |
| Gruppen- phase  | 20    | Finnland     | 0:4 | 0:8  | 50   | 111  | 0,450 | -     | 0,454 | -     | 3  |